# Candidatura do Rio de Janeiro para os Jogos Olímpicos de Verão de 2016
A candidatura da cidade do Rio de Janeiro a sede dos Jogos Olímpicos e Paralímpicos de Verão de 2016 foi oficializada em 7 de setembro de 2007 com o envio de cartas de intenção ao Comitê Olímpico Internacional, após escolha interna que levou em conta a existência de instalações esportivas de alto nível na cidade, em virtude da realização dos Jogos Pan-americanos de 2007. Além do Rio, seis cidades de três continentes se candidataram.
O projeto previa a realização dos Jogos em quatro regiões da cidade, interligadas por redes de transporte público e autoestradas. O forte apoio político e popular e a garantia de que haveria recursos para a realização das obras foram pontos fortes do projeto. Em junho de 2008 o Rio de Janeiro foi anunciado oficialmente como cidade candidata a sede dos Jogos, ao lado de Chicago, Tóquio e Madrid. Foi a primeira vez que passou da primeira fase do processo do COI, após duas eliminações.
A fase da candidatura contou com um relatório mais detalhado e a visita da Comissão Avaliadora à cidade, ocorrida em abril de 2009. O Comitê de Candidatura também viajou pelo mundo divulgando o projeto, recebendo elogios e apoio. Apesar disso, polêmicas envolvendo acusações de espionagem e difamação atribularam o processo, que foi considerado bastante disputado.
A sede dos Jogos Olímpicos de Verão de 2016 foi conhecida em 2 de outubro, em Copenhague, na Dinamarca, após votação realizada pelos membros do Comitê Olímpico Internacional. O Rio de Janeiro derrotou por 66 votos a 32 a cidade de Madrid e ganhou o direito de sediar os Jogos Olímpicos e Paralímpicos de 2016. Foi a primeira cidade da América do Sul a receber uma edição olímpica, além do Brasil ter sido o quarto país a sediar Copa do Mundo de Futebol e Jogos Olímpicos em um espaço de dois anos, depois de México, Alemanha e Estados Unidos.

## Escolha interna

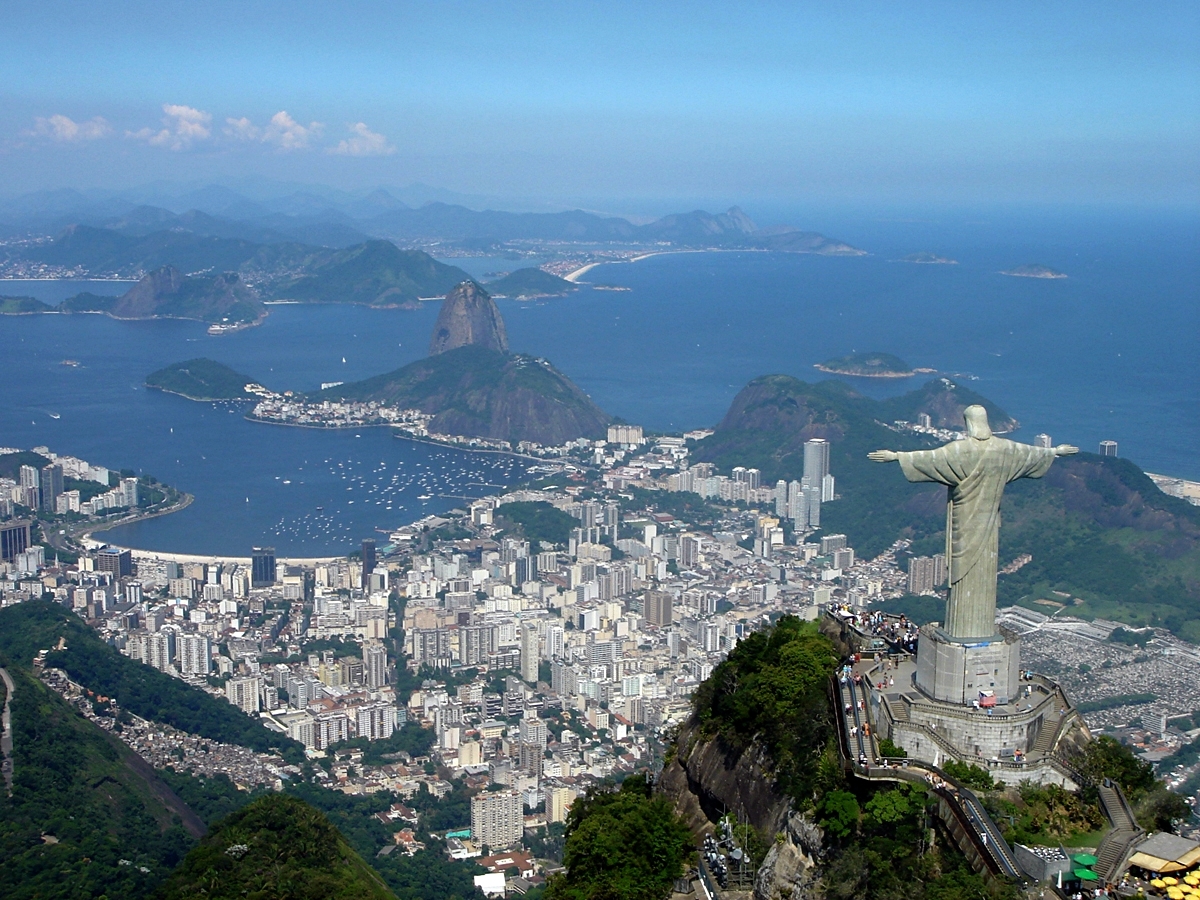
A cidade do Rio de Janeiro foi escolhida por aclamação pelo Comitê Olímpico Brasileiro.

O processo do Comitê Olímpico Brasileiro para escolha da cidade que seria postulante aos Jogos Olímpicos de Verão de 2016 iniciou-se em 28 de julho de 2006, motivado pelo fato de vários países já estarem anunciando candidaturas. A análise do Conselho Executivo do COB decidiu que o Rio de Janeiro era a cidade brasileira mais preparada para receber o evento, devido à realização dos Jogos Pan-americanos de 2007 e a existência de diversas instalações esportivas de nível olímpico. Após a decisão, o COB contratou a empresa de consultoria internacional Event Knowledge Services para emitir uma análise técnica das condições da cidade para receber o evento. A empresa apoiou a decisão, mas apontou problemas nas áreas de infra-estrutura, transportes e segurança.
Com o relatório da EKS em mãos, o Conselho Executivo voltou a se reunir e ratificou a escolha, encaminhando a decisão para a Assembleia Geral do COB. Em 1 de setembro de 2006, a Assembleia Geral aprovou, por aclamação, a escolha do Rio de Janeiro como cidade postulante aos Jogos de 2016. Esta foi a terceira vez que a cidade postulou o direito de ser sede de uma edição dos Jogos Olímpicos. Nos processos para 2004 e 2012, foi eliminada na primeira fase, não chegando a ser candidata oficial.
Em 2007, no dia seguinte ao fim dos Jogos Pan-americanos, o presidente do COB Carlos Arthur Nuzman confirmou que o Rio seria candidato, o que foi oficializado em 7 de setembro, com o envio de cartas de intenção ao Comitê Olímpico Internacional. Em 17 de dezembro, durante o Prêmio Brasil Olímpico, foi apresentado o logotipo da candidatura. A imagem trazia o Pão de Açúcar em forma de coração, em cores que remetem à alegria do povo brasileiro.

## O projeto
O Rio de Janeiro foi anunciado oficialmente como cidade postulante a sede dos Jogos Olímpicos de Verão de 2016 em 14 de setembro de 2007, junto a outras seis cidades: Baku (Azerbaijão), Chicago (Estados Unidos), Doha (Qatar), Madrid (Espanha), Praga (República Checa) e Tóquio (Japão). As candidatas tinham até 14 de janeiro de 2008 para responderem ao questionário do Comitê Olímpico Internacional. A partir das respostas, seriam definidas as cidades candidatas oficiais. O relatório da postulação do Rio de Janeiro com as respostas foi entregue ao COI em 11 de janeiro. Com quase cem páginas, foi composto por nove capítulos, segundo determinação do COI: Motivação, conceito e legado; Apoio político; Finanças; Locais de competição; Acomodações; Transporte; Segurança; Condições gerais, opinião pública e experiência; Apêndice (mapas e tabelas).

### Motivação, conceito e legado
O primeiro item do relatório tratou das datas propostas para realização dos Jogos: 5 a 21 de agosto para os Jogos Olímpicos e 7 a 18 de setembro para os Jogos Paralímpicos. O período foi escolhido em virtude das condições climáticas favoráveis, da harmonia com o calendário internacional das federações esportivas e do dia da Independência do Brasil, feriado nacional que coincidiria com a abertura dos Jogos Paralímpicos. Os governos federal, estadual e municipal ainda se comprometeram a mudar o calendário de escolas e universidades para que o período dos Jogos coincidisse com as férias, de modo a reduzir a demanda por transporte público, permitir que jovens cariocas fossem voluntários e possibilitar a utilização de instalações esportivas em estabelecimentos de ensino.
O relatório apontou alguns fatores como benefícios da realização dos Jogos no Rio de Janeiro: desenvolvimento social, abertura de novos territórios para o Movimento Olímpico (já que os Jogos nunca ocorreram na América do Sul), promoção do Brasil, criação de núcleos esportivos e fortalecimento da marca do Comitê Olímpico Internacional. Os principais legados seriam o planejamento urbano e social de longo prazo, o crescimento do interesse pelo país e o desenvolvimento do esporte na região.
O conceito do projeto Rio 2016 era envolver toda a cidade na realização dos Jogos, com a divisão dos eventos em quatro regiões: Barra, Copacabana, Maracanã e Deodoro. As instalações foram escolhidas pensando no tempo de deslocamento, no legado social, na divulgação da cidade para o mundo e nas melhorias ambientais e sociais na parte norte da cidade, entre outros fatores.

### Apoio político

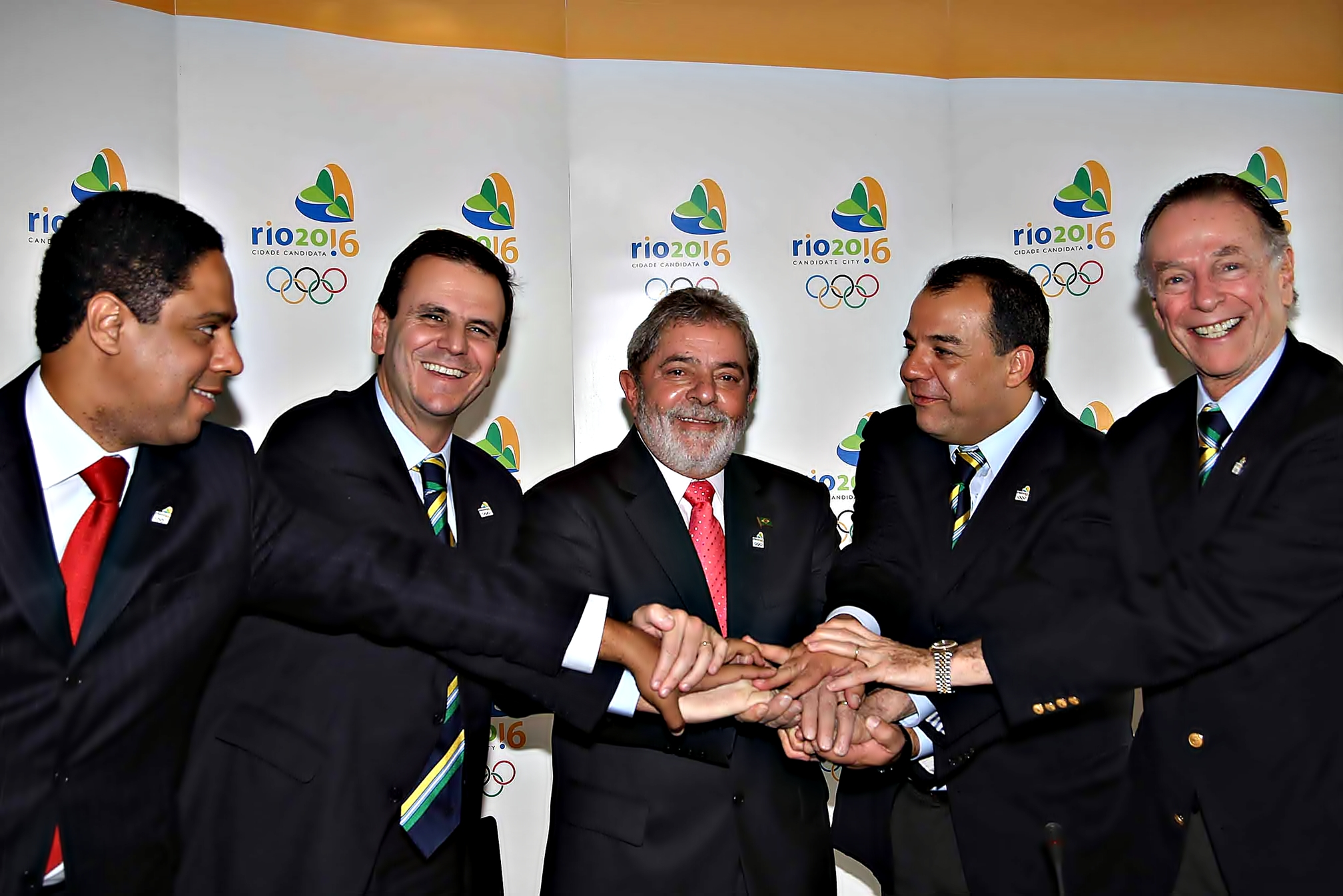
Ministro dos Esportes Orlando Silva Júnior, Prefeito Eduardo Paes, Presidente Lula, Governador Sérgio Cabral Filho e Presidente do COB Carlos Arthur Nuzman.

O relatório destacou o total apoio dado pelos três níveis de governo (federal, estadual e municipal) através da assinatura de cartas com garantias superiores às exigidas pelo COI. O segundo capítulo do documento ainda detalhou a estrutura do Comitê de Candidatura e apresentou os aspectos legais dos Jogos, enfatizando que não haveria obstáculos legais à realização dos eventos e que o Brasil possuía legislação antidoping em consonância com a Agência Mundial Antidoping e diversas leis que regulavam a prática esportiva no país.

### Finanças
O custo do projeto Rio 2016 foi calculado em 42 milhões de dólares, sendo sete milhões para a fase de postulação e 35 para a fase de candidatura. O dinheiro viria das três esferas de governo, do Comitê Olímpico Brasileiro e de patrocinadores. Em relação ao financiamento dos Jogos, parcerias público-privadas seriam usadas na construção da Vila Olímpica e dos centros de imprensa. A Copa do Mundo FIFA de 2014 e o Programa de Aceleração do Crescimento do Governo Federal também foram citados como fatores que gerariam desenvolvimento para a cidade.
O relatório estimou que o custo da realização dos Jogos Olímpicos de Verão de 2016 no Rio de Janeiro (excluindo gastos públicos) seria de 750 milhões de dólares, sendo 290 gerados com a venda de ingressos e o restante advindo do setor privado. Receitas adicionais deveriam provir da Lei Agnelo/Piva, da circulação de moedas especiais e do Plano Conjunto de Marketing, parceria do Comitê Organizador e do Comitê Olímpico Internacional.

### Locais de competição

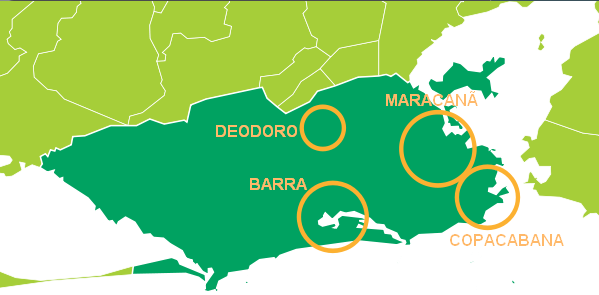
As quatro regiões do projeto

Das instalações previstas no projeto, o relatório informava que dezenove (56%) já estariam prontas, sete (20%) seriam construídas independente da realização dos Jogos Olímpicos e oito (24%) teriam sua existência (temporária ou definitiva) dependente dos Jogos. As 34 instalações estariam distribuídas em quatro regiões:
- Barra, o centro dos Jogos. Seria composto pelo Parque Olímpico (construído no lugar do Autódromo de Jacarepaguá) e pelo Riocentro (centro de convenções que abrigaria quatro modalidades), além da Vila Olímpica, dos centros de imprensa e da maioria das acomodações.
- Copacabana, que abrigaria oito modalidades disputadas ao ar livre.
- Maracanã, que receberia cinco modalidades (entre elas o atletismo, no Estádio Olímpico Nilton Santos) e as cerimônias de abertura e encerramento (no estádio que leva o nome da região).
- Deodoro, que seria a sede de sete modalidades, algumas das quais disputadas no X Park, parte do legado social dos Jogos.

A Vila Olímpica seria construída na Barra da Tijuca, a menos de dez minutos de metade das instalações. Com capacidade para 17.500 moradores, teria o conforto e a acessibilidade necessários aos atletas olímpicos e paralímpicos. Após os Jogos, transformaria-se em complexo residencial, como é comum a este tipo de instalação. Os centros de imprensa, construídos junto ao Parque Olímpico, teriam noventa e 45 mil metros quadrados e, após os Jogos, supririam a demanda por escritórios e instalações deste tipo na região.
As partidas preliminares do futebol masculino e feminino não seriam realizadas no Rio de Janeiro, mas em outras quatro cidades, aproveitando a infraestrutura criada para a Copa do Mundo FIFA de 2014: Salvador, Brasília, Belo Horizonte e São Paulo.

### Acomodação
O Plano de Acomodação dos Jogos do Rio previa a oferta de 49.570 leitos com as especificações do COI, indo desde instalações simples a hotéis cinco estrelas e navios de cruzeiro. O Plano destacava a criação de duas áreas principais de acomodação na Barra e em Copacabana e a utilização de apartamentos particulares, que seriam alugados por temporada. Segundo o relatório, 3.600 leitos seriam disponibilizados nas regiões de Deodoro e Maracanã, e  oferecidos incentivos à construção de novos hotéis. Para a imprensa, seriam construídas duas vilas na região da Barra, disponibilizando 9.196 quartos. Para as preliminares do futebol, disputadas fora da cidade do Rio de Janeiro, hotéis seriam oferecidos a atletas e jornalistas.

### Transporte

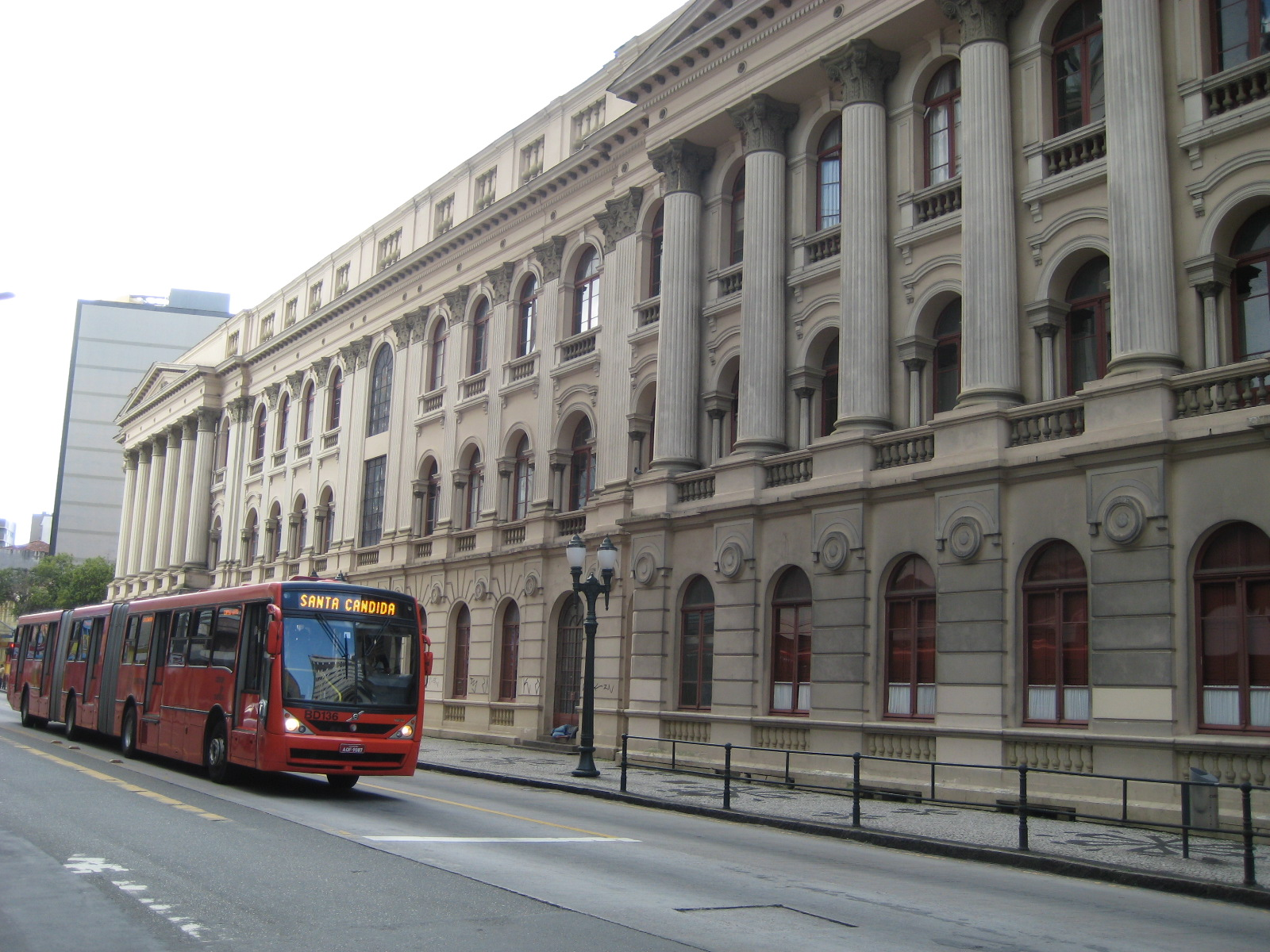
O sistema de veículos leves sobre pneus proposto para o Rio de Janeiro se baseia no bem sucedido sistema de Curitiba.

O projeto Rio 2016 para os transportes foi baseado nos seguintes objetivos fundamentais: segurança na movimentação de membros das delegações, confiabilidade e conforto, eficiência, flexibilidade para suportar alterações na demanda, acessibilidade, sustentabilidade e melhorias na infra-estrutura. Para isso, os seguintes sistemas seriam utilizados:
- O Corredor Norte ligaria as regiões de Deodoro e Maracanã através de um sistema de metrô que também atenderia a região de Copacabana. Esse sistema estaria ligado à região da Barra através de veículos leves sobre pneus (VLPs) e do Corredor T5.
- O Corredor Sul ligaria as regiões da Barra e Copacabana através de VLPs e estaria integrado à rede de metrô.
- O Corredor Oeste uniria as regiões de Deodoro e Barra com VLPs e a autoestrada Linha C.
- No interior da região da Barra, um sistema de ônibus iria integrar o Parque Olímpico e o Riocentro.

Em relação a transporte aéreo, o Rio de Janeiro é servido por dois aeroportos: o Galeão está conectado a 26 destinos internacionais e fica a 34 km da Vila Olímpica e a 20 km do centro da cidade, sendo ligado a ele por duas autoestradas, a Linha Vermelha e a Linha Amarela; e o Santos Dumont, doméstico, fica a 37 km da Vila Olímpica e foi reformado para os Jogos Pan-americanos de 2007.
Os principais desafios apontados pelo relatório em relação ao trânsito foram a topografia do Rio de Janeiro, a falta de coordenação entre os sistemas de transporte público e a "cultura" de usar veículos particulares, sobrecarregando as vias. Como soluções, o relatório apontava o uso de transporte público pelos espectadores, a preferência para veículos a serviço de delegações e da organização e redução do número de veículos, com restrição à circulação dos pesados, restrição de vagas de estacionamento próximo a locais de competição e a mudança do calendário escolar, entre outras ações. O projeto também previa ações com o objetivo de diminuir o tempo de deslocamento entre a Vila Olímpica e os locais de competição.

### Segurança
O Governo Federal seria a entidade responsável pela segurança nos Jogos do Rio, através do Gabinete de Gestão Integrada da Secretaria Nacional de Segurança Pública, que trataria das relações intra e interagências. Muito do legado dos Jogos Pan-americanos de 2007 seria usado nos Jogos Olímpicos e Paralímpicos, como câmeras no trânsito, avanços na área de combate ao terrorismo, reforços dos esquadrões antibombas e engajamento da população.
Entre as melhorias propostas para 2016 estavam a modernização dos órgãos e dos equipamentos, a expansão do programa de engajamento da população, reforço na capacidade do Brasil de lidar com o terrorismo e uma força de segurança integrada com quarenta mil membros altamente treinados, incluindo oficiais de elite.

### Condições gerais, opinião pública e experiência

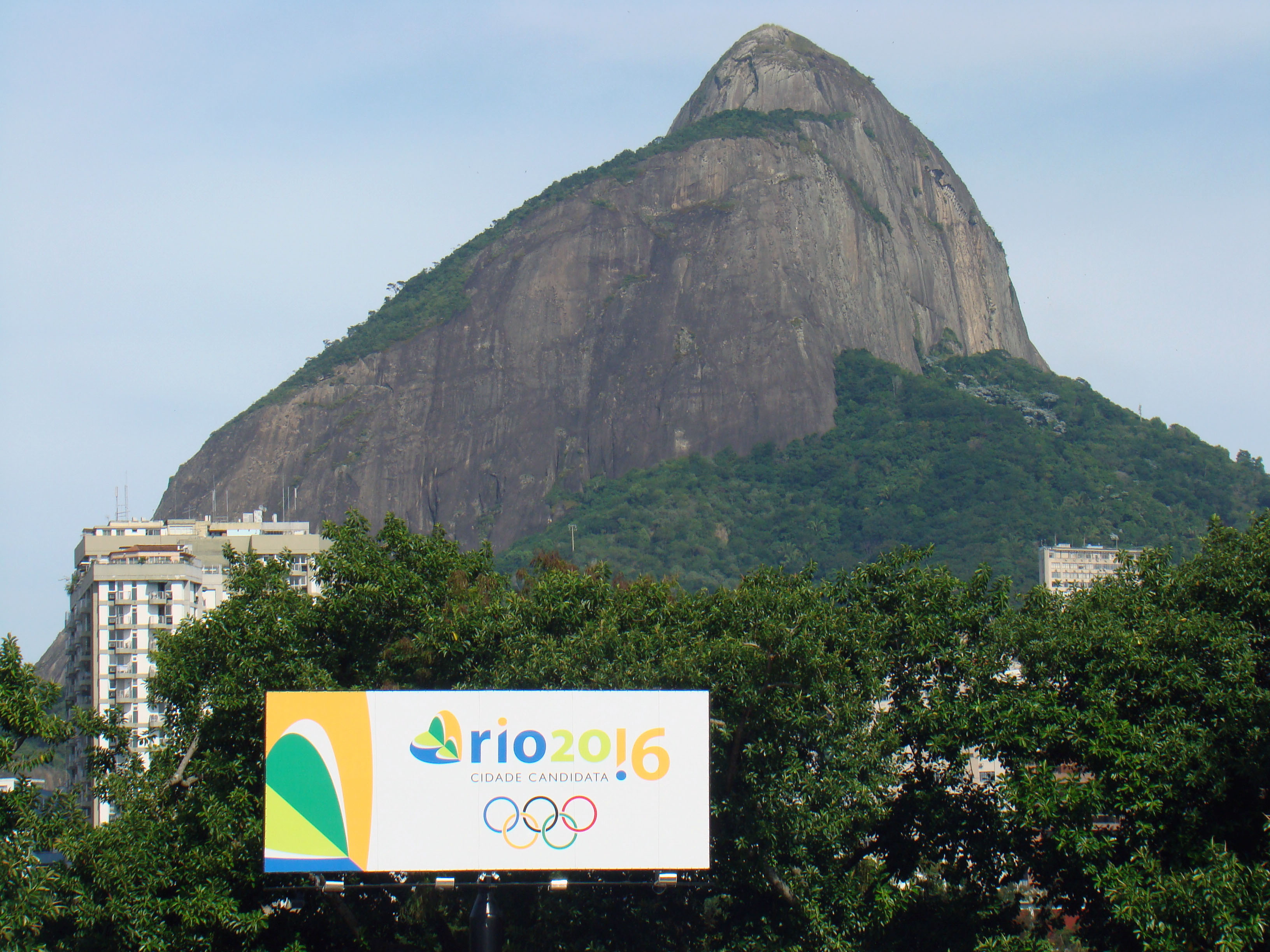
Cartaz promove a candidatura carioca próximo ao Morro Dois Irmãos, no Leblon.

A última seção expositiva do relatório iniciou-se com aspectos da população carioca e brasileira. A população jovem do Brasil em 2016 é estimada em 32% (65 milhões de pessoas), proporcionando um grande público-alvo para o Movimento Olímpico.
Em seguida, o relatório tratou do meio ambiente. Com um clima tropical e cercado por florestas e montanhas, o Rio de Janeiro foi sede da ECO-92, marco nos debates sobre o meio ambiente. Vários projetos ambientais são feitos na cidade, como a despoluição da Baía de Guanabara, o reflorestamento de áreas urbanas e a troca da frota de transporte público para veículos com baixa emissão de poluentes. O impacto ambiental da realização dos Jogos poderia ser diminuído com o uso eficiente da energia e outras medidas compensatórias.
As condições climáticas da cidade no período dos Jogos foram consideradas excelentes pelo relatório. Com temperatura média de 24,2 °C e umidade relativa do ar em torno dos 66%, haveria pouca precipitação (cerca de 4,6mm). As competições ao ar livre, como a maratona, o triatlo e a vela, não seriam prejudicadas pelos fatores climáticos. A qualidade do ar também era apontada como satisfatória.
O tópico seguinte do relatório trouxe a opinião pública sobre os Jogos. Segundo o documento, 78% dos moradores do estado apoiavam a realização dos Jogos na capital, enquanto 46% dos jovens entre dezesseis e 24 anos manifestaram o desejo de ser um dos voluntários. A Câmara de Vereadores e a Assembléia Legislativa do Rio de Janeiro também manifestaram total apoio à realização do evento.
O relatório foi encerrado com uma listagem dos eventos sediados no Rio de Janeiro, como mostra da experiência da cidade em realizar eventos esportivos. Os Jogos Pan-americanos de 2007 e os Jogos Sul-Americanos de 2002 apareceram com destaque. Alguns dos outros eventos listados foram o Campeonato Mundial de Judô de 2007, o Campeonato Mundial de Futsal de 2008, os Jogos Mundiais Militares de 2011 e a Copa do Mundo FIFA de 2014.

## Primeira avaliação do Comitê Olímpico Internacional
O relatório com a avaliação do Grupo de Trabalho, designado para analisar os relatórios das sete cidades postulantes, foi divulgado em março de 2008 e serviu de base para a escolha do Comitê Executivo do COI, em junho. O Grupo de Trabalho estabeleceu pesos para os onze critérios avaliativos, levando em conta a quantidade de informações solicitadas às cidades postulantes e a capacidade delas de atingir as metas no período de tempo determinado. Critérios matemáticos foram usados para definir a nota de cada cidade em cada item de avaliação.
A avaliação do Grupo de Trabalho em relação ao Rio de Janeiro apontou como pontos favoráveis o legado social que os Jogos proporcionariam e o forte apoio popular e governamental. Fatores ambientais, como água potável e tratamento de lixo, despertaram a preocupação dos avaliadores. O relatório, apesar de apontar que o Rio teria capacidade de sediar um evento com segurança, afirma que a cidade deveria investir mais neste quesito.
O Rio de Janeiro teve a pior nota entre as cidades escolhidas para a segunda fase (6,4). As outras candidatas que avançaram foram Chicago (com nota 7,0), Madri (nota 8,1) e Tóquio (nota 8,3). Doha, que teve uma nota geral maior que a do Rio de Janeiro (6,9), ficou de fora por propôr a realização dos Jogos em um período muito além da faixa estabelecida pelo COI (outubro, enquanto as outras propuseram realizar os Jogos entre julho e agosto) e por estar numa região mais propensa a ataques terroristas.

## A fase de candidatura

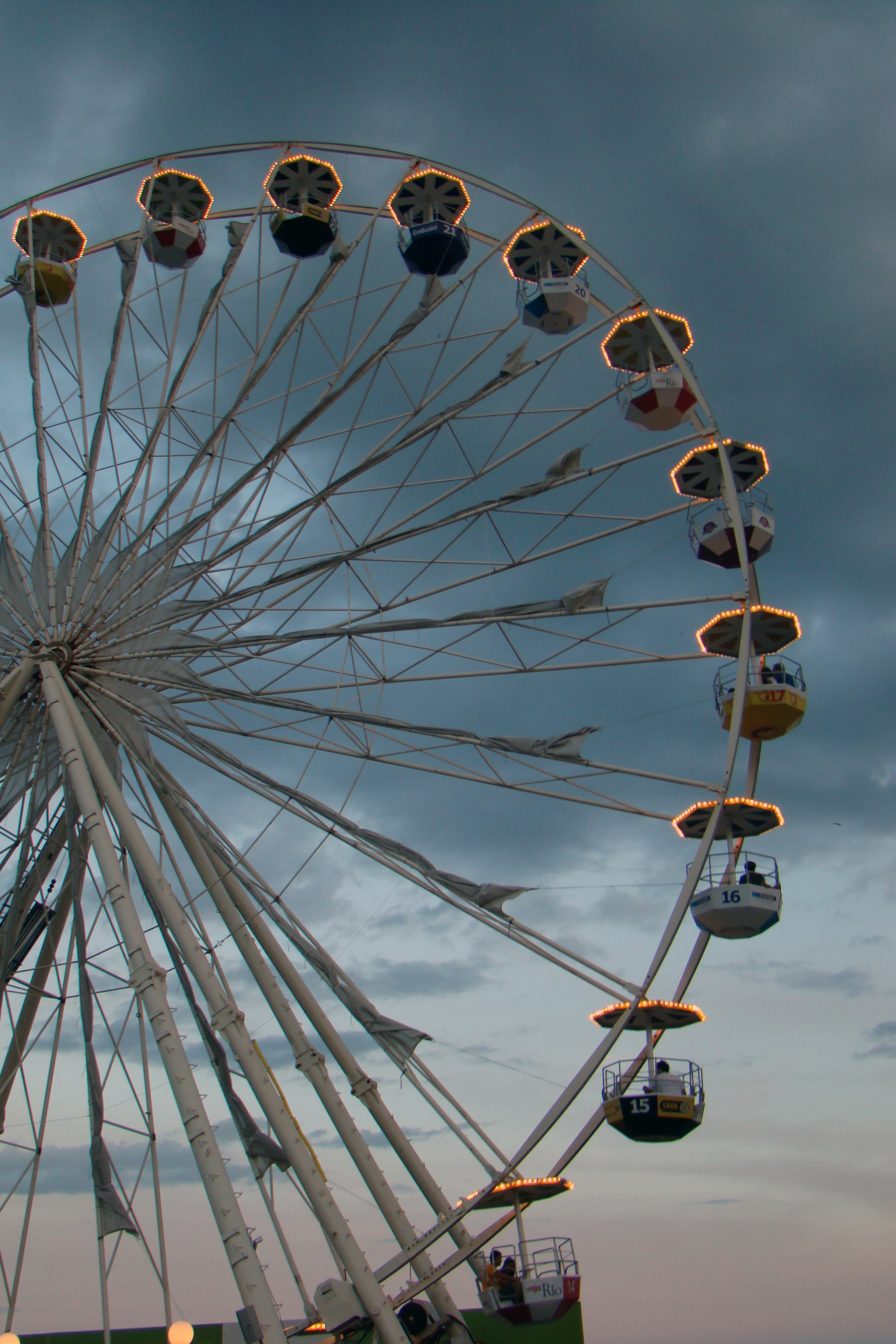
A roda-gigante no Forte de Copacabana serviu como apoio na divulgação da candidatura.

Logo após o anúncio do Comitê Olímpico Internacional, o Conselho Executivo da Candidatura Rio 2016 reuniu-se para traçar as diretrizes e os procedimentos a serem tomados na nova fase que se iniciava. Entre eles, a constituição de um Comitê de Candidatura e a elaboração de um novo relatório, com respostas mais detalhadas ao questionário do COI. As empresas de consultoria McKinsey & Company e Spencer & Stuart auxiliaram na criação do comitê.
De acordo com o cronograma oficial, as cidades participariam do Programa de Observação do COI durante os Jogos Olímpicos de Verão de 2008, em Pequim. A candidatura Rio 2016 aproveitou a oportunidade para fazer campanha, tendo como principal cabo eleitoral o presidente Lula. Também com o objetivo de promover o Rio 2016, o Forte de Copacabana recebeu uma roda-gigante em cujo miolo, com 36 m de diâmetro, eram apresentadas imagens de apoio. Dias antes de ser entregue o relatório final, todas as Federações Esportivas Internacionais anunciaram que as instalações propostas para os Jogos do Rio haviam sido aprovadas.
O relatório da candidatura Rio 2016 foi enviado para Lausanne, sede do Comitê Olímpico Internacional, em 5 de fevereiro de 2009. O documento tem três volumes nos quais são respondidas mais de trezentas questões técnicas, além de cerca de cem cartas de garantia. A entrega oficial ocorreu no dia 11, na presença de Jacqueline Barret, chefe do Departamento de Candidaturas do COI. A versão completa do relatório foi disponibilizada no site oficial da candidatura.
O processo entrou numa nova fase com a visita da Comissão Avaliadora do Comitê Olímpico Internacional, presidida pela ex-atleta marroquina Nawal El Moutawakel. Os membros do COI ficaram na cidade entre 28 de abril e 2 de maio, período no qual puderam conhecer detalhes da candidatura. Durante a visita, foram realizados dois ciclos de sabatinas. No primeiro, teve destaque o projeto da Vila Olímpica, que teria uma praia exclusiva para os atletas e um centro de treinamento privado. No segundo, aspectos políticos e econômicos foram tratados, com participação da ministra da Casa Civil do Brasil Dilma Rousseff. Em 1 de maio os membros foram a campo visitar algumas instalações, na única vez em que teriam contato, ainda que visual, com moradores da cidade. A data (um feriado) não foi escolhida por acaso, já que neste dia o trânsito, um dos principais problemas da candidatura, seria mais tranquilo - estratégia semelhante foi adotada por Chicago, que marcou a visita para um domingo, e Tóquio, que escolheu um sábado. A visita se encerrou com elogios por parte da Comissão e confiança por parte do Comitê de Candidatura.

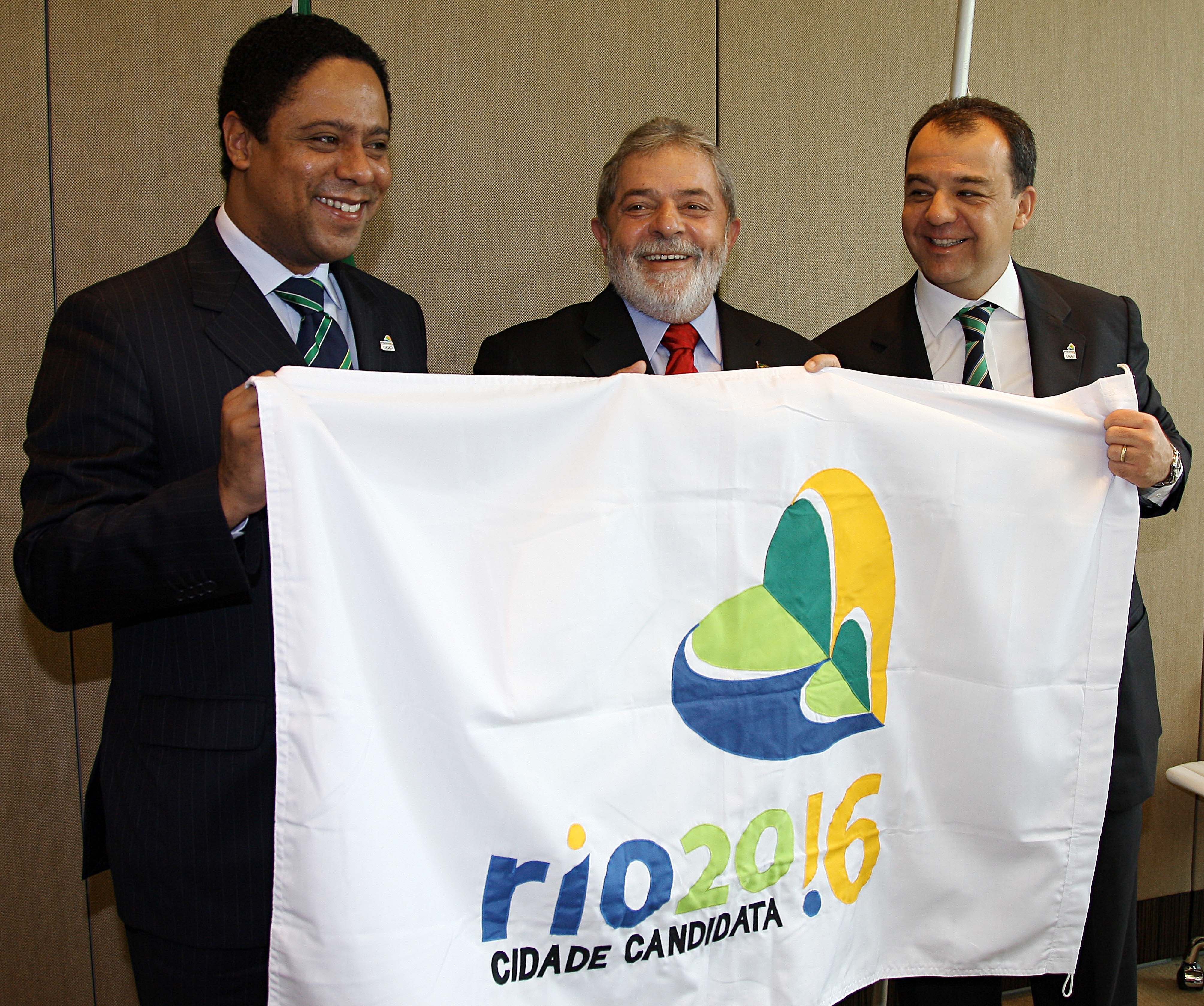
Ministro Orlando Silva Júnior, o presidente Lula e governador do estado do Rio de Janeiro, Sérgio Cabral Filho durante visita à Suíça.

Em junho, as cidades candidatas tiveram, pela primeira vez na história, uma oportunidade para  apresentar a candidatura aos membros do COI que elegeriam, meses mais tarde, a cidade sede dos Jogos de 2016. No evento, realizado no Museu Olímpico, as cidades tiveram uma hora e meia para expôr detalhes dos projetos e responder a questões formuladas pelos integrantes do Comitê. Na apresentação do Rio de Janeiro, com as presenças do prefeito Eduardo Paes e do governador Sérgio Cabral Filho, foram destacados o desenvolvimento que os Jogos proporcionariam para a cidade e a oportunidade de levar o Movimento Olímpico para uma região ainda inexplorada, a América do Sul. A Copa do Mundo FIFA de 2014 foi destacada pelos membros do COI como um dos principais entraves à eleição do Rio de Janeiro, assunto tratado pelos representantes da candidatura com naturalidade.
Durante a fase de candidatura, os membros do Comitê Rio 2016 viajaram pelo mundo divulgando o projeto, recebendo apoio de países asiáticos, europeus, do continente americano, da Oceania e da África, além de participarem da feira SportAccord, um dos principais eventos esportivos do mundo.

## Relatório da Comissão Avaliadora
Após as visitas às cidades candidatas e as análises dos dossiês, a Comissão Avaliadora elaborou um relatório técnico sobre as condições de cada cidade, que serviu de base para os membros do COI formarem sua opinião na eleição final. Diferentemente do primeiro relatório, este não trouxe notas ou sugestões, apenas apresentou o parecer da Comissão.
Em relação ao Rio de Janeiro, este relatório, assim como o primeiro, apontou a segurança, o tempo de deslocamento e a rede hoteleira como principais problemas a serem superados. Por outro lado, reforçou a importância do legado social, principalmente na região de Deodoro. Outro ponto bastante elogiado no relatório foi o apoio do governo e da população. Em pesquisa organizada pela empresa Sports Marketing Surveys, a realização dos Jogos de 2016 no Rio de Janeiro tem o apoio de 84,5% dos entrevistados na cidade e de 68,9% no Brasil.

### Repercussão
O relatório foi muito bem recebido pela Comissão de Candidatura Rio 2016, que reforçou a importância da candidatura do Rio. Órgãos de imprensa de países com cidades candidatas, como o jornal espanhol El País, também exaltaram a boa avaliação da candidatura brasileira.
Um dos sites mais conceituados do mundo em relação a candidaturas olímpicas, o GamesBids.com, apesar de considerar a disputa bastante acirrada, apontou o Rio de Janeiro como favorito em seu índice, o BidIndex, nas duas últimas avaliações, embora, por causa da presença do presidente americano Barack Obama na votação em Copenhague, a diferença para Chicago tivesse diminuído entre as duas atualizações. A divulgação de pesquisa da empresa ORC Worldwide, concluindo que o Rio de Janeiro possuía o melhor custo-benefício entre as cidades candidatas, também impulsionou a candidatura da cidade.

## Apresentação na 121ª Sessão do COI

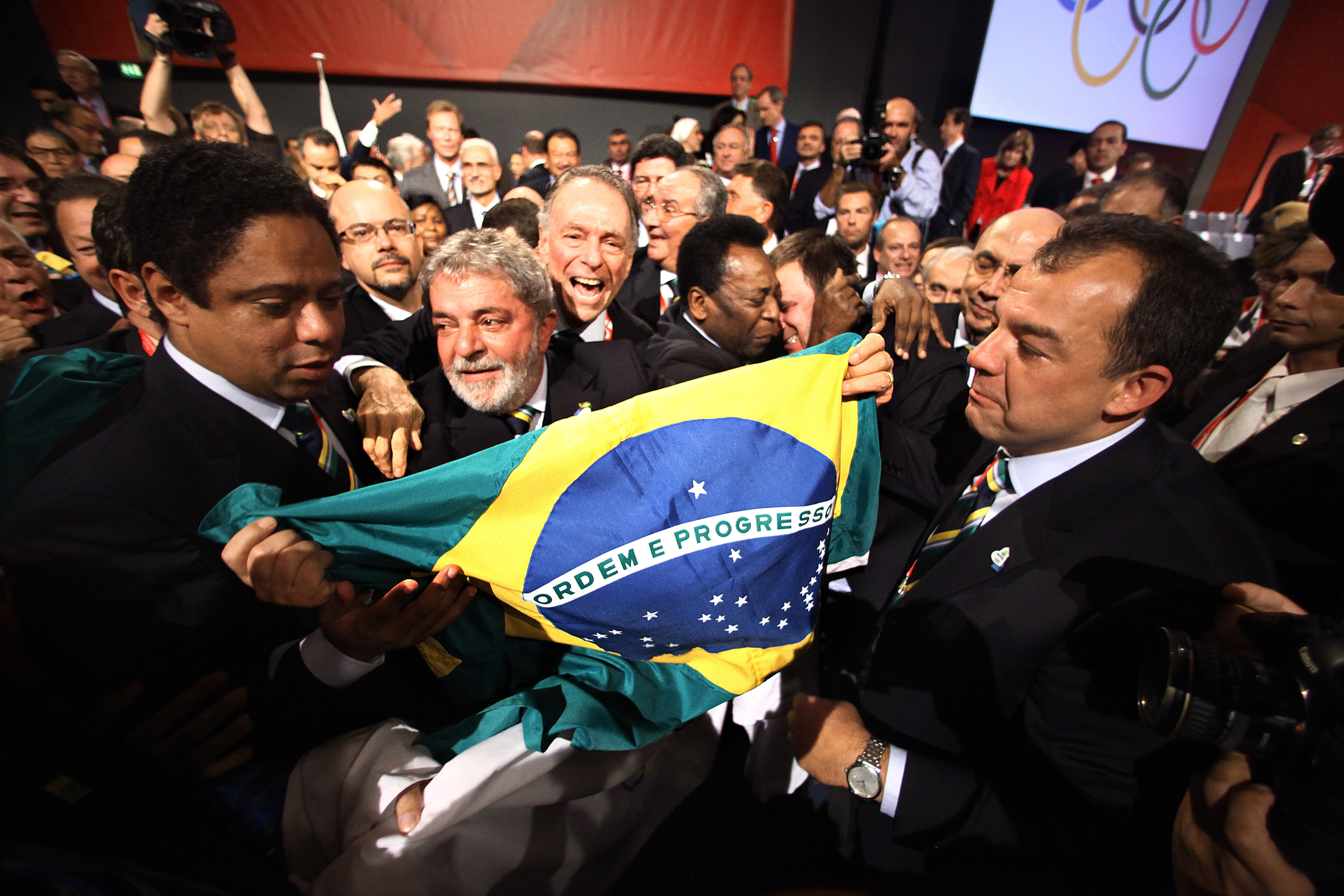
Membros da delegação brasileira comemoram a escolha do Rio de Janeiro

A eleição  cidade sede dos Jogos Olímpicos de Verão de 2016 ocorreu em 2 de outubro de 2009, na cidade de Copenhague, na Dinamarca, durante a 121ª Sessão do Comitê Olímpico Internacional. O Rio de Janeiro foi a terceira cidade a se apresentar perante os membros do COI. Abrindo a apresentação, o membro decano da entidade e presidente de honra da FIFA João Havelange pediu o apoio de seus colegas para celebrar seu centésimo aniversário de nascimento durante os Jogos de 2016. O presidente do Comitê Olímpico Brasileiro Carlos Arthur Nuzman foi o próximo a discursar, tendo como tema as experiências do movimento olímpico. Durante sua fala, foi mostrado no telão o elemento considerado mais impactante em toda a apresentação: um mapa indicando as cidades que já sediaram os Jogos Olímpicos, de Verão e de Inverno. O destaque da imagem era a grande área vazia na América do Sul e na África. Após um vídeo com eventos realizados no Rio de Janeiro (como os Jogos Pan-americanos de 2007), o governador do estado do Rio de Janeiro Sérgio Cabral Filho falou sobre os projetos relacionados a transporte e segurança. Henrique Meirelles, presidente do Banco Central do Brasil, discursou sobre a situação econômica do país, e lembrou projeções indicando que em 2016 o Brasil será a quinta maior economia do mundo.
O prefeito da cidade do Rio de Janeiro Eduardo Paes foi o responsável por apresentar o projeto das instalações. Um vídeo mostrou, com a ajuda da computação gráfica, onde estariam localizados os prédios. Complementando a exposição, a velejadora Isabel Swan disse que o projeto havia sido feito pensando nos atletas, e citou o ex-jogador de futebol Pelé, o nadador paralímpico Daniel Dias e a atleta juvenil Bárbara Leôncio como exemplos de sucesso e reconhecimento obtidos através do esporte. O presidente Luiz Inácio Lula da Silva foi o próximo a falar. Enfatizando que o Brasil estava pronto para receber os Jogos e que o povo brasileiro ansiava por isso, Lula disse que era hora de "acender a pira olímpica em um país tropical". Após este discurso, um vídeo produzido pelo cineasta Fernando Meirelles representou o povo carioca recebendo atletas de todo o mundo, que se encaminhavam para a praia e formavam os anéis olímpicos. O presidente do COB Carlos Arthur Nuzman voltou ao púlpito e encerrou a apresentação do Rio de Janeiro.
Em seguida, a delegação respondeu a questões feitas pelos membros do COI. Em relação ao doping, Nuzman enfatizou que o Brasil respeita as regras da Agência Mundial Antidoping e que sempre investiga casos suspeitos. Carlos Osório, secretário-geral do comitê de candidatura, falou sobre o projeto para as acomodações, criticado no relatório da Comissão Avaliadora. Segundo ele, o fato de ainda não haver garantias para a utilização de navios de cruzeiros durante os Jogos não era um problema. Em relação aos legados que os Jogos proporcionariam, o prefeito Eduardo Paes citou infraestrutura, transporte, meio ambiente e qualidade de vida, mas apontou a autoestima dos brasileiros como o principal. O presidente Lula respondeu à última questão, sobre o risco de delegar ao Rio de Janeiro a responsabilidade de realizar os Jogos, assegurando o compromisso do governo em prover até mais do que foi prometido no projeto de candidatura. Antes de deixar o salão onde foi realizada a apresentação, a delegação do Rio de Janeiro, representada pelo presidente Lula e pela atleta Bárbara Leôncio, recebeu das mãos do presidente do COI, Jacques Rogge, um diploma de agradecimento pela participação no processo.
Após as quatro apresentações, os membros do COI iniciaram a votação. Na primeira rodada, o Rio de Janeiro ficou em segundo lugar, com dois votos a menos que Madrid. Como nenhuma cidade alcançou maioria absoluta, a candidata com menos votos (Chicago) foi eliminada e a disputa continuou com as outras três. Na segunda rodada, a cidade brasileira obteve 48% dos votos, ficando próxima de vencer a eleição antes da final. Entretanto, como novamente não houve maioria absoluta, Tóquio, que obteve menos votos, foi eliminada e as duas restantes, Rio de Janeiro e Madrid, foram à final. O Rio venceu a eleição com a maior vantagem já vista em eleições recentes, 67%, conquistando 66 votos contra 32 de Madrid. O resultado foi recebido com muita festa pela multidão que aguardava o resultado na praia de Copacabana.

## Polêmicas

### Suspeita de espionagem da candidatura de Madrid
Durante a visita da Comissão Avaliadora ao Rio de Janeiro, ocorrida no final de abril, a licença do jornalista inglês Simon Walsh foi cassada. O jornalista se inscreveu como correspondente inglês da agência espanhola EFE, mas o Comitê Rio 2016 descobriu que ele trabalhava para a agência de notícias Sportcal, responsável pela mídia da candidatura de Madrid, e estaria, portanto, espionando a candidatura brasileira. Dias depois, o comitê de candidatura de Madrid admitiu que o jornalista estava no Rio de Janeiro a serviço da candidatura espanhola, mas que não se tratava de espionagem. O Comitê Rio 2016 ameaçou denunciar o comitê de Madrid à Comissão de Ética do Comitê Olímpico Internacional, mas recuou.

### Uso dos anéis olímpicos
Em julho de 2008, surgiram notícias informando uma suposta mudança no logotipo da candidatura do Rio de Janeiro, devido a problemas com o uso dos anéis olímpicos. O Comitê Olímpico Brasileiro divulgou nota oficial negando o fato e informando que sempre existiram duas versões do logotipo, uma com os anéis e outra sem eles. A nota afirma que a versão da marca com os anéis é usada em eventos e materiais institucionais, enquanto a versão sem os anéis é usada para fins comerciais. De fato, o Comitê Olímpico Internacional permite o uso dos anéis, desde que este não tenha objetivos comerciais.

### Manifestações da mídia americana
Duas manifestações da mídia americana tiveram reflexos negativos sobre a candidatura brasileira. A primeira foi o oitavo episódio da oitava temporada da série policial americana Law & Order: Criminal Intent, intitulado "The Glory That Was" e exibido pela rede NBC, que foi ao ar nos Estados Unidos em 14 de junho e no Brasil, através de televisão por assinatura, em 3 de setembro. O episódio mostrava a investigação do assassinato de uma integrante do Comitê Olímpico da Bélgica, cometido pelo dono de uma empresa de segurança do Rio de Janeiro, que teve frustrada uma tentativa de chantagem e, por vingança, decidiu cometer o crime.
A Comissão Rio 2016, em nota oficial, manifestou repúdio e tachou de "leviano" o uso da candidatura brasileira. O prefeito Eduardo Paes classificou como "ridículo e patético" o episódio, dizendo que o fato desrespeitava até mesmo membros do COI e poderia atrapalhar a candidatura americana. Os fatos de que a NBC era a detentora dos direitos de exibição dos Jogos Olímpicos nos Estados Unidos e o presidente do Comitê Olímpico Internacional, Jacques Rogge, é belga contribuíram para o crescimento da polêmica.
A outra manifestação foi uma reportagem da edição com data de 5 de outubro da revista The New Yorker sobre o crime organizado no Rio de Janeiro, cujo resumo foi disponibilizado no site da revista dias antes. No artigo, que citou informações da mídia brasileira, a revista afirma que o Rio de Janeiro é líder em mortes violentas e que criminosos vivem em morros da cidade sem que a polícia consiga capturá-los.

### Críticas à candidatura
Duas declarações envolvendo a candidatura do Rio de Janeiro e pessoas com ligação com candidaturas adversárias geraram polêmica. A primeira ocorreu no dia 21 de setembro e foi feita pelo prefeito de Chicago, Richard Daley, que disse que sua cidade tinha vantagem sobre o Rio por causa da Copa do Mundo FIFA de 2014, que, segundo ele, não ajudaria a realizar os Jogos Olímpicos. O caso foi levado ao Comitê Olímpico Internacional, mas não foram feitas queixas formais. Ao saber da atitude da candidatura brasileira, Daley disse que não tinha conhecimento do caso.
A segunda declaração foi feita em 30 de setembro pelo vice-presidente do Comitê Olímpico Espanhol José María Odriozola, que classificou o projeto do Rio de Janeiro como "a pior candidatura" e declarou que o marketing e o fato de os Jogos nunca terem ocorrido na América do Sul é que haviam gerado o favoritismo da cidade. Desta vez, o Comitê Rio 2016 fez uma queixa formal contra a candidatura de Madrid, chamando de "inaceitáveis" as críticas de Odriozola. No mesmo dia, a chefe do Comitê Madrid 2016, Mercedes Coghen, pediu desculpas oficiais pelo ocorrido. Odriozola, entretanto, não mudou o discurso e apenas lamentou que a opinião pessoal dele tenha ofendido alguém.